# Бруксайд (Делавер)
Бруксайд (англ. Brookside) — переписна місцевість (CDP) в окрузі Нью-Касл штату Делавер США. Населення — 14 353 особи (2010).

## Географія
Бруксайд розташований за координатами 39°40′0″ пн. ш. 75°42′55″ зх. д. / 39.66667° пн. ш. 75.71528° зх. д. (39.666635, -75.715261).  За даними Бюро перепису населення США в 2010 році переписна місцевість мала площу 10,22 км², уся площа — суходіл.

## Демографія
Згідно з переписом 2010 року, у переписній місцевості мешкали 14 353 особи в 5231 домогосподарстві у складі 3635 родин. Густота населення становила 1404 особи/км².  Було 5543 помешкання (542/км²).
Расовий склад населення:
| - 68,1 % — білих - 19,1 % — чорних або афроамериканців - 3,1 % — азіатів - 0,4 % — корінних американців - 5,5 % — осіб інших рас |

До двох чи більше рас належало 3,8 %. Частка іспаномовних становила 11,2 % від усіх жителів.
За віковим діапазоном населення розподілялося таким чином: 24,9 % — особи молодші 18 років, 63,9 % — особи у віці 18—64 років, 11,2 % — особи у віці 65 років та старші. Медіана віку мешканця становила 34,9 року. На 100 осіб жіночої статі у переписній місцевості припадало 91,6 чоловіків;  на 100 жінок у віці від 18 років та старших — 88,7 чоловіків також старших 18 років.
Середній дохід на одне домашнє господарство  становив 67 655 доларів США (медіана — 59 392), а середній дохід на одну сім'ю — 74 199 доларів (медіана — 68 421). Медіана доходів становила 50 427 доларів для чоловіків та 40 177 доларів для жінок. За межею бідності перебувало 9,3 % осіб, у тому числі 11,0 % дітей у віці до 18 років та 8,6 % осіб у віці 65 років та старших.
Цивільне працевлаштоване населення становило 6933 особи. Основні галузі зайнятості: освіта, охорона здоров'я та соціальна допомога — 26,0 %, науковці, спеціалісти, менеджери — 13,5 %, фінанси, страхування та нерухомість — 12,3 %, роздрібна торгівля — 11,2 %.